# Нана Джорджадзе
Нана Джорджадзе, груз. ნანა ჯორჯაძე (24 серпня 1948, Тбілісі) — радянська і грузинська актриса, кінорежисер, сценаристка, художниця, викладачка. Лауреатка Каннського кінофестивалю.

## Біографія
У 1980 році закінчила режисерський факультет Тбіліського театрального інституту ім. Руставелі (майстерня Т. Абуладзе, І. Квірікадзе).
У 1985—1991 рр. викладала режисуру в Тбіліському державному університеті, в 1991—1995 рр. — у ВДІКу (спільно з І. Квірікадзе). 
З 1994 року — член Європейської кіноакадемії.
Працює в Росії, Франції і Німеччині.
Лауреат ряду кінопремій і фестивалів.

## Відзнаки
- 1982 — премія Ленінського комсомолу Грузинської РСР.
- 1987 — приз «Золота камера» Каннського кінофестивалю за найкращий дебют.
- 1996 — номінація на премію «Оскар» за найкращий фільм іноземною мовою (фільм «Тисяча і один рецепт закоханого кулінара»).

## Фільмографія
Знялася в декількох фільмах:
- «Кілька інтерв'ю з особистих питань» (1978, Тамро)
- «Плавець» (1981, асистент)
- «Будь здоровий, дорогий!» (1981, художниця в духані)
- «Великий похід за нареченою» (1984, жителька сусіднього села)

Режисер-постановник:
- «Допоможи мені піднятися на Ельбрус» (1982, автор сценарію)
- «Робінзонада, або Мій англійський дідусь » (1987)
- «Тисяча і один рецепт закоханого кулінара» (1996, Франція—Грузія—Бельгія—Росія—Україна)
- «Літо, або 27 вкрадених поцілунків» /A Chef in Love (2000, сценарист у співавторстві)
- «Тільки ти...» (2004, серіал)
- «З полум'я і світла» (2006, у співавторстві)
- «Метеоідіот» (2008)
- «Голоси» (2010, серіал, у співавторстві)
- «Москво, я люблю тебе!» (кіноальманах). «Висотка» (2010)
- «Моя русалка, моя Лореляй»/ My Mermaid, My Lorelei (2013, Росія—Україна)
- «Новорічний рейс» (2014)
- «Кроляча лапа» (2019)